# Leptodactylus mystaceus
Leptodactylus mystaceus är en groddjursart som först beskrevs av Johann Baptist von Spix 1824.  Leptodactylus mystaceus ingår i släktet Leptodactylus och familjen tandpaddor. IUCN kategoriserar arten globalt som livskraftig. Inga underarter finns listade i Catalogue of Life.